# Villa Obernier

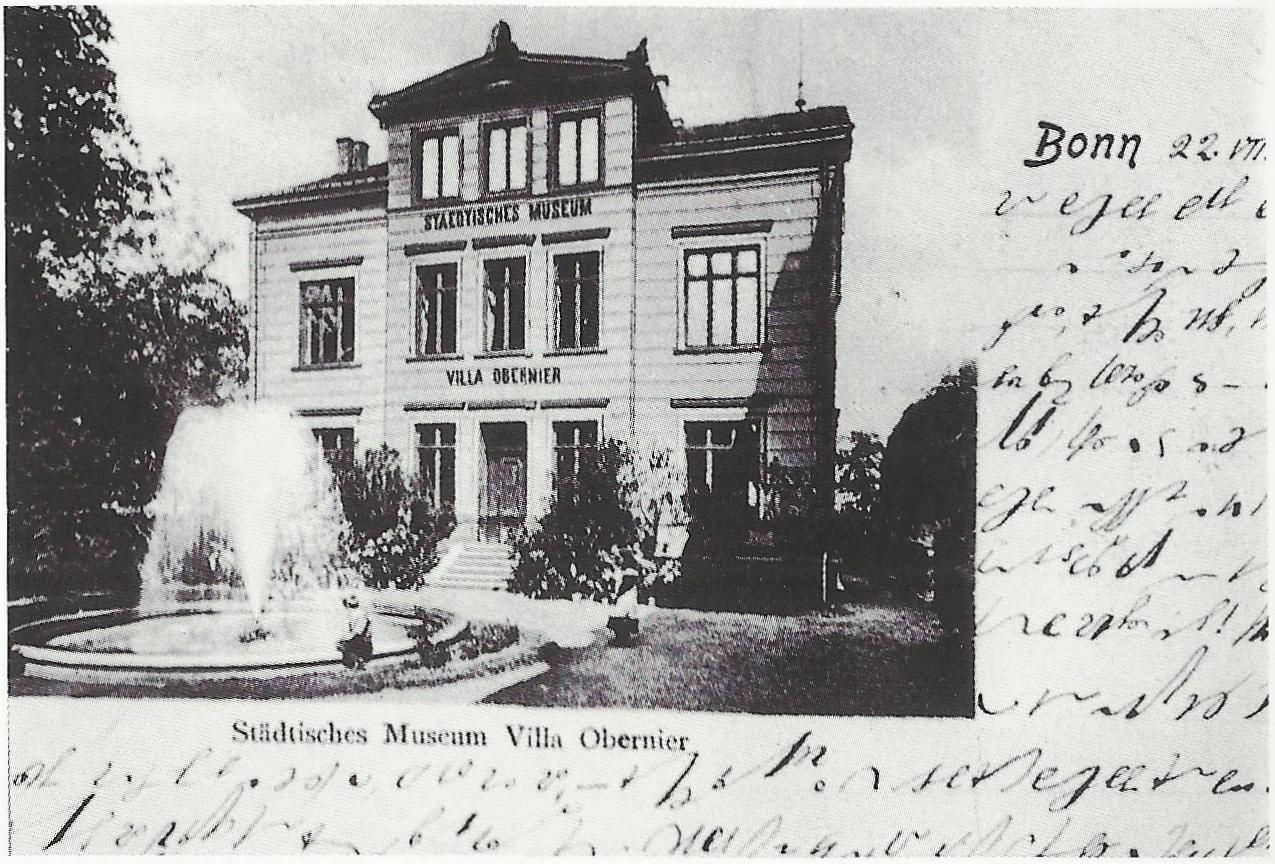
Villa Obernier als städtisches Museum (vor 1904)

Die Villa Obernier war eine Villa am Rheinufer in Bonn, die von 1849 bis 1851 errichtet und im Zweiten Weltkrieg zerstört wurde. Sie beherbergte als Stiftung ihres kurzzeitigen Besitzers Franz Obernier ab 1884 das erste und über Jahrzehnte einzige Museum zeitgenössischer Kunst und städtische Kunstmuseum Bonns.

## Geschichte

### Villa Bluhme/Obernier

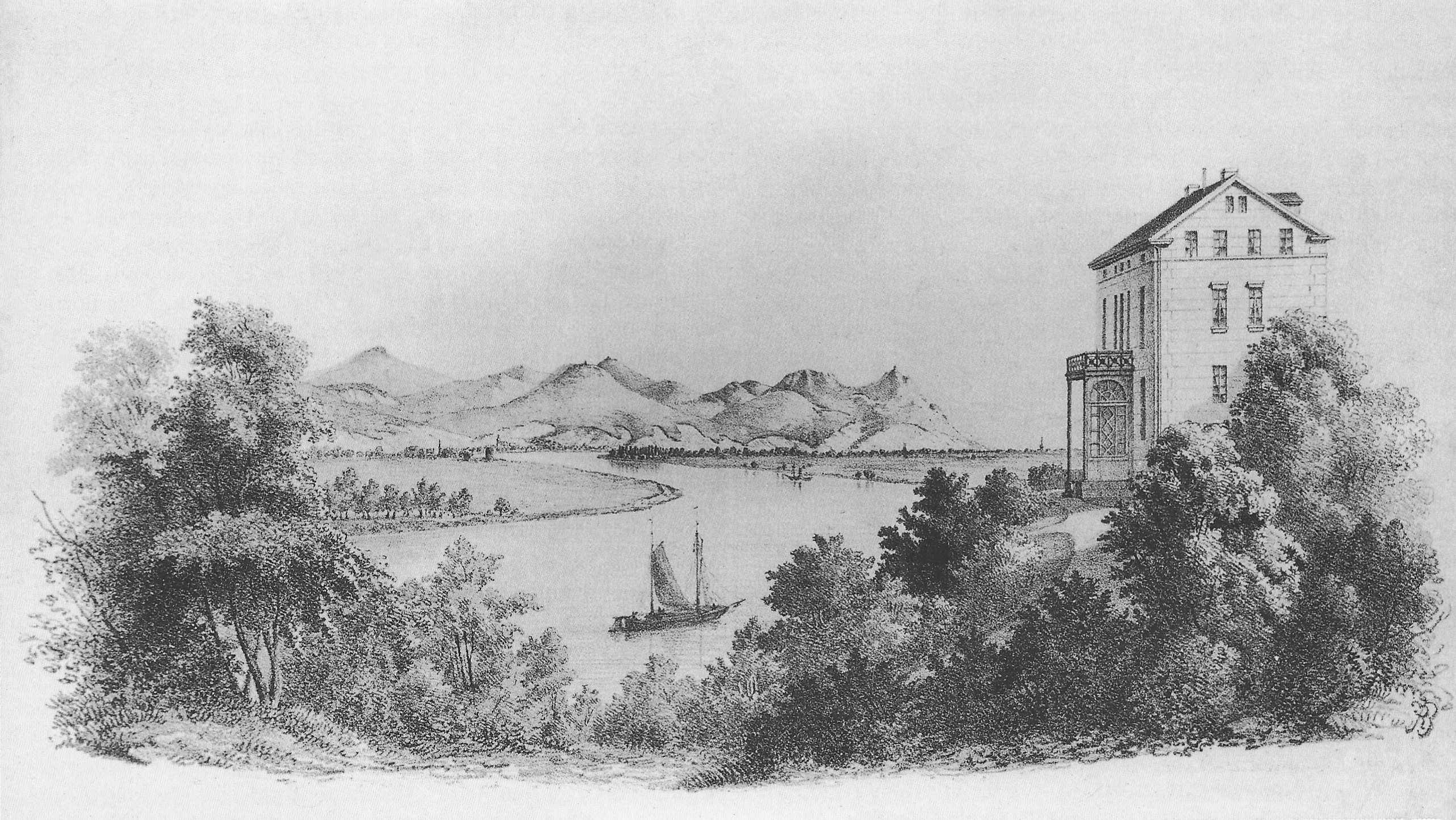
Villa Bluhme mit Rheinbogen und Siebengebirge, Entwurfszeichnung oder Auftragsbild nach Fertigstellung der Villa

Die Villa entstand für den Bauherrn Friedrich Bluhme (1797–1874), einen Professor an der Universität Bonn, gemäß einer Zuschreibung der Kunsthistorikerin Olga Sonntag nach einem Entwurf des aus Bonn gebürtigen Aachener Architekten Friedrich Joseph Ark (1807–1878):98. Am 16. November 1847 hatte Bluhme das gemäß Gebäudesteuerrolle 2027 m² große Grundstück (Coblenzerstraße 5a) von dem Rechtsanwalt Gustav von Recklinghausen für 3.500 Taler erworben. Es umfasste einen Weingarten (im Gebiet der ehemaligen Vinea Domini) auf der sogenannten Herrenmauer am Rhein vor dem Koblenzer Tor. Das Grundstück war von der Coblenzerstraße (heute Adenauerallee) aus über einen öffentlichen vormaligen Feldweg:78 zu erreichen. Seine nördliche Grenze an der Herrenmauer bildete die ebenfalls an diesen Weg angebundene Villa des Professors Christian August Brandis, die östliche der Leinpfad, die südliche das vom Gastwirt Ermekeil betriebene spätere Hotel Royal und die westliche der zur Coblenzerstraße führende Weg.:72 f. 1848 wurde mit bauvorbereitenden Arbeiten auf dem Gelände begonnen. Diese hatten sich im Januar 1849 auf den Abbruch vorhandener alter Mauern, die Terrassierung der Uferböschung und die Errichtung neuer Mauern, Pfeiler, Stützen sowie einer Treppe ausgeweitet. Am 10. September 1849 stellte Bluhme den Bauantrag für das neu zu errichtende Wohnhaus, die Baugenehmigung wurde am 20. September desselben Jahres erteilt. Der Rohbau sollte nach ursprünglicher Planung bis zum Jahresende fertiggestellt sein.:73 Mit der Planung der zumindest die Außenanlagen betreffenden vorbereitenden Arbeiten war bis spätestens Januar 1850 der Bonner Architekt Christian von der Emden betraut; die Bauleitung für den Neubau der Villa übernahm Bluhme einem Brief an seinen Freund Friedrich Carl von Savigny vom 12. März 1850 zufolge fast alleine. Die Fertigstellung erfolgte gegen Jahresende 1851, als das Haus verputzt und noch Arbeiten an den Außenanlagen durchgeführt wurden.:74 Es war eine der letzten im strengen Klassizismus errichteten Villen am Bonner Rheinufer.:78
Vermutlich in Folge des Tods von Bluhmes Witwe vermieteten deren Tochter und Schwiegertochter die Villa ab 1877 übergangsweise bis zum Zustandekommen des geplanten Verkaufs etagenweise, darunter das Erdgeschoss 1878 an Professor Hermann Hüffer. Am 10. November mit Wirkung ab dem 22. November 1879 verkauften die Erben Bluhmes sie für 72.000 Mark an Professor Franz Obernier (1839–1882). Nach Auslaufen der Mietverträge übernahm er das Anwesen am 15. Mai 1880.:74 Bereits vor seinem Einzug hatte er im März die Baugenehmigung für ein Stallgebäude beantragt und erhalten, fertiggestellt war es Anfang Juni. Ab demselben Monat ließ Obernier die Futtermauer am Rhein erhöhen und eine neue Senke erstellen; diese Baumaßnahmen waren im Juni 1881 abgeschlossen. Von August bis Dezember 1881 wurde die an der Rheinseite im Erdgeschoss vorhandene Veranda in massiverer Bauweise ersetzt und aufgestockt.:75

### Städtisches Museum Villa Obernier
Am 26. Oktober 1882, wenige Tage vor seinem sich aufgrund seiner Krebserkrankung abzeichnenden Tod, vererbte Obernier in seinem Testament die Villa der Stadt Bonn mit der Bedingung, sie als städtisches Museum mit dem Namen „Villa Obernier“ zu nutzen. Zu diesem Zweck vermachte er ihr auch seine Kunstsammlung und ein Kapital von 130.000 Mark.:79 Für den notwendigen Umbau der Villa und die Verwendung ihrer Räume machte Obernier in seinem Testament detaillierte Vorgaben, die allerdings nicht vollumfänglich umgesetzt wurden.:76 Die schließlich durchgeführten Innenumbauten umfassten unter anderem die Schaffung einer großzügigen Eingangshalle mit Säulen und korinthischen Kapitellen, die Herausnahme weiterer Wände zwecks Schaffung größerer Räume, die Erstellung eines kuppelartigen Oberlichts in Glas-Eisen-Konstruktion im Obergeschoss sowie die Schließung der Halle der Veranda zum Rhein hin durch Glas.:76 f.
Am 3. Mai 1884 erfolgte nach Abschluss der Umbauarbeiten die feierliche Eröffnung des Städtischen Kunstmuseums Villa Obernier. Zunächst nutzte es vorwiegend die „Bonner Gesellschaft für Literatur und Kunst e. V.“ für ihre Vereinsverwaltung, Empfänge, Vorlesungen, Autorenlesungen und Literaturvorträge. 1904 ließ die Stadt eine Ausstellungshalle mit Oberlicht anbauen.:77 Erst im Jahre 1905 wurde, Forderungen der Bonner Gesellschaft für Literatur und Kunst entsprechend, ein Verwaltungsrat des Museums begründet. 1908 folgte die erste Ausstellung, die 90 Werke „von Künstlern und Dilettanten“ beinhaltete. 1910 fand eine weitere Ausstellung durch eine zuvor neu formierte Bonner Künstlergruppe unter Beteiligung von Adolfo Hohenstein, Willy Stucke und vermutlich auch Albert Küppers statt. Bei einer Ausstellung im Jahre 1912 soll der Godesberger Louis Ziercke teilgenommen haben. Erster bekannter Leiter des Museums war der Professor Friedrich Knickenberg (1863–1932), der daneben auch einige weitere städtische Ämter innehatte. Bekannt wurde es für seine Sammlung Rheinischer Expressionisten. 1913 wurde das ehemalige Stallgebäude der Villa in eine Hausmeisterwohnung umgebaut und dabei das Obergeschoss zu einem Vollgeschoss ausgebaut.:77 1914 gründete sich die Bonner Künstler-Vereinigung 1914, die noch im Frühsommer des Jahres vor Beginn des Ersten Weltkriegs in dem Museum eine Ausstellung durchführte. Auch nach Kriegsbeginn fanden noch mindestens bis in das Jahr 1917 hinein Ausstellungen verschiedener Vereinigungen statt, an denen seitdem auch vermehrt Künstler aus Godesberg als Gäste teilnahmen und das Museum zunehmend als auch ihre Ausstellungsstätte betrachteten.
Nach Kriegsende blieb das Museum 1919 über Monate hinweg geschlossen, auch danach war seine Tätigkeit aufgrund der krisen- und besatzungsbedingt schwierigen (Finanz)Lage nur unter erschwerten Bedingungen möglich. Zu einer ersten Ausstellung kam es 1920 durch den „Bonner Künstlerbund“. Die Bonner Künstler-Vereinigung 1914 e. V. schloss mit der Stadt eine Vereinbarung, ihr das Museum zweimal jährlich für Verkaufsausstellungen zu überlassen. Ab dem 2. Oktober 1922 lagerte die Ernst-Moritz-Arndt-Sammlung von Josef Karl Loevenich (1851) vorübergehend im Arndtzimmer des Museums, bis ab 1927 in Gestalt des Arndthauses am Bonner Rheinufer ein größerer Ausstellungsraum gefunden wurde. Aus dem Jahre 1930 sind 30 Ankäufe von Bildern durch das Museum im Wert von 3481 Reichsmark bekannt, wovon die Stadt Bonn 2000 Reichsmark übernahm. Nachfolger Knickenbergs als Museumsleiter nach dessen Tod im Jahre 1932 wurde Karl Heinz Kobé, der zugleich Leiter des Stadtarchivs war. In der Zeit des Nationalsozialismus erhielt das Museum eine aufwendigere Einrichtung. Um 1938 wurde auf Betreiben von Arthur Spiethoff ein Zimmer mit Porträts des Malers Rudolf Schulte im Hofe („Schulte-im-Hofe-Zimmer“) eingerichtet. Museumsleiter Kobé verließ Bonn 1942.
Im Zweiten Weltkrieg wurde die Villa am 18. Oktober 1944 im Zuge des alliierten Luftkriegs bei dem verheerendsten der Bombenangriffe auf Bonn vollständig zerstört. Die im städtischen Besitz befindlichen Exponate waren bereits vor Beginn der Bombenangriffe ausgelagert worden, sodass sie den Krieg unbeschadet überstanden. Das vormalige Grundstück der Villa (zuletzt Koblenzer Straße 9) gehört heute gänzlich zum Hotel Königshof, dessen nördliche Grenze daher die ehemalige Grenze zur Villa Brandis (1905 abgebrochen:148) bildet und dessen private Zufahrt dem ehemals öffentlichen Weg von der einstigen Coblenzerstraße zu den Villen Bluhme/Obernier und Brandis entspricht.:73 Das Museum wurde Ende der 1940er-Jahre in den „Städtischen Kunstsammlungen“ fortgeführt, die zunächst in der Rathausgasse 7 (hinter dem Bonner Rathaus) in einem umgebauten Bürotrakt beheimatet waren und zu dessen erstem Direktor Walter Holzhausen ernannt wurde. Aus diesen Kunstsammlungen entstand das heute in einem 1992 eröffneten Neubau ansässige Kunstmuseum Bonn.

#### Ausstellungen (Auswahl)
- 1917, Juli: Ausstellung moderner Graphik (ausgerichtet von der Bonner Gesellschaft für Literatur und Kunst; Aussteller: u. a. Louis Ziercke, Heinrich Reifferscheid)[7]
- 1933, Mai: Kunst und Wissen (Aussteller: u. a. André Osterritter)